# Kalliadès
Kalliadès (IVe siècle av. J.-C.) est un participant aux Jeux olympiques antiques dans une épreuve équestre lors des 110e Jeux (340 av. J.-C.),.